# Nokia tune

Nokia tune. В композиции Gran Vals последняя Ля — натуральный флажолет на 4 струне.

Nokia Tune (также называемая Grande Valse на сотовых телефонах Nokia) — музыкальная фраза из композиции для соло-гитары Gran Vals, написанной испанским классическим композитором и гитаристом Франсиско Таррегой в 1902 году. Музыкально написана в тональности ля мажор.
В 1993 году Ансси Ваньоки, бывший исполнительный вице-президент компании Nokia, дал прослушать Gran Vals Лаури Кивинену (сейчас — глава отдела корпоративных дел) и вместе они выбрали отрывок произведения, названный «Nokia tune». Отрывок был тактами с 13 по 16 из Gran Vals.
Мелодия, которую Nokia заявляет как свой аудиобренд, была первым музыкальным рингтоном на сотовых телефонах.
В интервью Radio New Zealand National в 2010 году заявлялось, что эта мелодия в то время звучала по всему миру примерно 1,8 миллиарда раз в сутки, около 20 000 раз в секунду.

## Эволюция
C 1994 по 2001 год мелодия звучала в монофоническом стиле, впервые использована в модели Nokia 2110. С 1999 по 2008 мелодия звучит в полифоническом стиле. Такой стиль мелодии впервые был представлен в моделях 8877 и 8887, которые продавались эксклюзивно для Южной Кореи. В 2002 была представлена модель 3510, и теперь такой стиль использовался по всему миру. С 2004 по 2007 мелодия была сыграна на пианино. Такой вариант впервые появился в модели Nokia 9500 Communicator в 2004 году. Другая версия была представлена в модели N73. Также в модели 8800 была использована замедленная версия мелодии на пианино, а в 8800 Sirocco — на гитаре, которую сыграл композитор Брайан Ино (он также сочинил и другие мелодии этой модели). С 2008 по 2011 мелодия сыграна на гитаре. Такой вариант впервые появился в модели Nokia N78. С 2011 по 2018 мелодия была сделана с помощью синтезатора, такой вариант услышан в Nokia N9. С 2018 по сегодняшний день используется новая версия мелодии, она впервые появилась в модели Nokia 6.1.
Также MIDI-версия мелодии была с 2013, но уже в другой стилистике благодаря чипу Mediatek MT6250, впервые она представлена в модели Nokia 108. Также есть версия, которая была в серии Nokia 2xx, но уже с другим синтезатором, встроенным в чип MT6260.
В модели 2300 была изменена в другом ключе нот, но только в этой модели.